# Theo Pinson
Theophilus Alphonso Pinson, detto Theo (Greensboro, 5 novembre 1995), è un cestista statunitense, professionista nella NBA.

## Statistiche
| † | Denota una stagione in cui ha vinto il titolo |

### NCAA
| Anno       | Squadra             | PG  | PT | MP   | TC%  | 3P%  | TL%  | RP  | AP  | PRP | SP  | PP   |
| ---------- | ------------------- | --- | -- | ---- | ---- | ---- | ---- | --- | --- | --- | --- | ---- |
| 2014-2015  | N. Carol. Tar Heels | 24  | 1  | 12,5 | 36,8 | 26,9 | 61,1 | 3,0 | 1,5 | 0,6 | 0,2 | 2,8  |
| 2015-2016  | N. Carol. Tar Heels | 40  | 7  | 18,7 | 40,4 | 29,0 | 67,2 | 3,2 | 2,9 | 0,6 | 0,3 | 4,5  |
| 2016-2017† | N. Carol. Tar Heels | 21  | 13 | 23,8 | 38,1 | 23,7 | 70,2 | 4,6 | 3,7 | 0,9 | 0,2 | 6,1  |
| 2017-2018  | N. Carol. Tar Heels | 37  | 37 | 29,7 | 47,3 | 22,6 | 81,8 | 6,5 | 5,1 | 1,1 | 0,5 | 10,3 |
| Carriera   | Carriera            | 122 | 58 | 21,7 | 42,7 | 25,7 | 74,6 | 4,4 | 3,4 | 0,8 | 0,3 | 6,2  |

#### Massimi in carriera
- Massimo di punti: 25 vs Miami (8 marzo 2018)[1]
- Massimo di rimbalzi: 15 vs North Carolina State (27 gennaio 2018)
- Massimo di assist: 11 (2 volte)
- Massimo di palle rubate: 5 vs North Carolina State (8 gennaio 2017)
- Massimo di stoppate: 3 (3 volte)
- Massimo di minuti giocati: 39 vs Miami (27 febbraio 2018)

### NBA

#### Regular Season
| Anno      | Squadra          | PG  | PT | MP   | TC%  | 3P%  | TL%  | RP  | AP  | PRP | SP  | PP  |
| --------- | ---------------- | --- | -- | ---- | ---- | ---- | ---- | --- | --- | --- | --- | --- |
| 2018-2019 | Brooklyn Nets    | 18  | 0  | 11,7 | 34,2 | 26,1 | 86,4 | 2,0 | 1,2 | 0,3 | 0,0 | 4,5 |
| 2019-2020 | Brooklyn Nets    | 33  | 0  | 11,1 | 29,0 | 18,8 | 93,8 | 1,6 | 1,7 | 0,5 | 0,1 | 3,6 |
| 2020-2021 | N.Y. Knicks      | 17  | 0  | 2,0  | 11,1 | 0,0  | -    | 0,3 | 0,1 | 0,0 | 0,0 | 0,1 |
| 2021-2022 | Dallas Mavericks | 19  | 0  | 7,8  | 35,9 | 33,3 | 100  | 1,1 | 0,9 | 0,3 | 0,1 | 2,5 |
| 2022-2023 | Dallas Mavericks | 40  | 1  | 8,1  | 35,6 | 35,5 | 84,6 | 1,6 | 1,2 | 0,2 | 0,0 | 2,4 |
| Carriera  | Carriera         | 127 | 1  | 8,5  | 32,0 | 26,1 | 90,2 | 1,4 | 1,1 | 0,3 | 0,1 | 2,7 |

#### Play-off
| Anno     | Squadra       | PG | PT | MP  | TC%  | 3P%  | TL% | RP  | AP  | PRP | SP  | PP  |
| -------- | ------------- | -- | -- | --- | ---- | ---- | --- | --- | --- | --- | --- | --- |
| 2019     | Brooklyn Nets | 3  | 0  | 7,3 | 37,5 | 42,9 | -   | 1,0 | 1,0 | 0,7 | 0,0 | 3,0 |
| Carriera | Carriera      | 3  | 0  | 7,3 | 37,5 | 42,9 | -   | 1,0 | 1,0 | 0,7 | 0,0 | 3,0 |

#### Massimi in carriera
- Massimo di punti: 23 vs San Antonio Spurs (9 aprile 2023)[2]
- Massimo di rimbalzi: 13 vs San Antonio Spurs (9 aprile 2023)
- Massimo di assist: 12 vs San Antonio Spurs (9 aprile 2023)
- Massimo di palle rubate: 4 vs Minnesota Timberwolves (21 dicembre 2021)
- Massimo di stoppate: 1 (7 volte)
- Massimo di minuti giocati: 40 vs San Antonio Spurs (9 aprile 2023)

### G League
| Anno      | Squadra          | PG  | PT | MP   | TC%  | 3P%  | TL%  | RP  | AP  | PRP | SP  | PP   |
| --------- | ---------------- | --- | -- | ---- | ---- | ---- | ---- | --- | --- | --- | --- | ---- |
| 2018-2019 | Long Island Nets | 34  | 34 | 35,6 | 44,6 | 38,5 | 84,4 | 5,9 | 6,1 | 0,9 | 0,7 | 20,7 |
| 2019-2020 | Long Island Nets | 9   | 9  | 31,8 | 42,1 | 37,0 | 76,5 | 6,6 | 5,1 | 1,1 | 0,8 | 15,1 |
| 2021-2022 | Maine Celtics    | 12  | 12 | 32,9 | 42,5 | 40,5 | 83,3 | 4,6 | 4,6 | 1,1 | 0,4 | 16,4 |
| 2021-2022 | Texas Legends    | 3   | 3  | 30,5 | 26,5 | 26,7 | 100  | 4,7 | 3,7 | 1,7 | 0,3 | 9,3  |
| 2023-2024 | Texas Legends    | 46  | 32 | 31,9 | 42,6 | 38,2 | 82,2 | 6,2 | 7,1 | 1,6 | 0,7 | 14,8 |
| Carriera  | Carriera         | 104 | 90 | 33,2 | 43,0 | 38,3 | 83,2 | 5,9 | 6,2 | 1,3 | 0,7 | 16,8 |

## Palmarès
- McDonald's All-American (2014)
- Titoli NCAA: 1

North Carolina Tar Heels: 2017